# Meliponini
Tribu
Les Meliponini, aussi appelées abeilles sans dard, méliponides, apiaires méliponides ou mélipones, sont une tribu d'abeilles sociales sans dard. On les trouve dans des régions tropicales et subtropicales. De nombreuses espèces sont très présentes en Amérique centrale et en Amérique du Sud, dans les îles des Caraïbes, et en Australie, mais on en retrouve aussi en Afrique subsaharienne et en Asie du Sud-Est.
Certaines espèces produisent du miel, le miel de mélipone. On appelle l'apiculture spécialisée dans leur élevage la méliponiculture. En Amérique latine, en Australie et Afrique, de nombreuses communautés leur attribuent un pouvoir médicinal ou rituel.
Les genres de cette tribu à être élevés pour leur miel sont les genres Melipona, Trigona, Lestremelitta, Tetragonisca, Trigonisca, Cephalotrigona, Austroplebeia.

## Aire de répartition
On les retrouve au Mexique, en Amérique centrale, en Amérique du Sud, en Océanie en Australie, en Afrique subsaharienne, à Madagascar et en Asie.

## Menace d'extinction
Dans certaines régions d'Amérique, l'abeille mélipone est menacée d'extinction par divers facteurs : la déforestation, les cultures transgéniques et les pesticides qui atteignent des sommets inquiétants notamment dans la péninsule du Yucatan.

## Caractéristiques et mode de vie
Chez certaines espèces d'Amérique, on reconnaît leurs ouvrières à leurs yeux bleus, tandis que les mâles et la reine ont les yeux noirs.

### Pollinisation
Certaines abeilles sans dard sont capables de faire vibrer les anthères des fleurs pour en collecter le pollen, un comportement appelé pollinisation vibratile.

### Essaimage progressif
Les abeilles mélipones ont une technique d’essaimage différente, celle de l'essaimage progressif : des abeilles éclaireuses et les abeilles ouvrières précèdent souvent la reine sur le nouveau site et commencent à construire le nouveau nid avant l’arrivée de la reine. Les abeilles transportent parfois des matériaux de l’ancien site vers leur nouveau nid pendant des semaines avant que le processus ne soit terminé.

### Nidification
Les ruches ou ruchers des mélipones sont appelés les méliponaires. Elles stockent le miel dans des sortes de pots de stockage construits en pyramides. Certains chercheurs émettent l’hypothèse que les temples des Mayas ont été construits à leur ressemblance.
Chaque genre voire sous-genre a une entrée d'architecture différente. Contrairement aux mélipones du genre Melipona qui fait de simples trous pour l'entrée de la ruche, les abeilles du genre Trigona font des entrées en forme de tube.

### Système de défense

#### Absence de piqûres
Les mélipones n'ont pas de dard, ce dernier étant atrophié. Étant donné qu'elles ne piquent pas, en cas de danger, il arrive que certaines se montrent agressives et mordent, le système de défense par piqûre étant donc remplacé par la morsure.
Elles ne piquent pas et sont donc plus dociles. Cette docilité rend les Mélipones très intéressantes quand il s’agit de “travailler” avec elles. Femmes et enfants s’y adonnent très aisément.
L'absence de dard fait qu'il est très facile pour les méliponiculteurs de travailler avec ces abeilles.

#### Gardienne d'entrée
Une des particularités de certaines mélipones est d'avoir une gardienne à l'entrée de la ruche qui s'écarte à chaque entrée ou retour d'ouvrières.

#### Abeilles-soldats
Mis à part la reine, les ouvrières et les faux-bourdons, certaines espèces ont une caste ou sous-caste supplémentaire : les soldats. Comme chez les fourmis-soldats, il s'agit de défenseurs spécialisés du nid qui reçoivent de la nourriture supplémentaire pendant leur état larvaire. En conséquence, ils développent des différences physiologiques, comme un corps plus grand ou de plus grandes pattes, qui les aident dans leur rôle de protection de la colonie.

#### Parasites et ravageurs
Dans l'Amazonie péruvienne à Loreto, la mélipone a principalement deux ravageurs : la mouche du vinaigre et l'abeille du citron. La mouche du vinaigre se faufile dans la ruche et pond ses œufs dans ceux des mélipones. Une fois éclos, les larves de la mouche du vinaigre dévorent les larves des abeilles, causant le retrait des larves d'abeilles par les abeilles ouvrières, ce qui affaiblit la colonie.
D'autres ravageurs ou prédateurs sont les fourmis, les fourmiliers, les araignées.

### Reines de secours
Les mélipones conservent dans leurs ruches des reines non accouplées « de secours » au cas où leur reine ne ferait plus l’affaire.

## Élevage (méliponiculture)
Dans certaines régions du monde les abeilles sans dard sont élevées dans ce que l'on appelle la méliponiculture, sous-branche de l'apiculture.

## Par région du monde

### Meliponini d'Amérique
En maya elle est appelée, entre autres, xunáan kaab  (voir xunán kab), composés des mots « dame, matrone » et « abeille, miel ».
En quechua, elle est appelée, entre autres, pakucho (pacucho) qui signifie blonde. Elle est appelée puskhella et tiushimi dans le dialecte de la région centrale de la province Santiago del Estero en Argentine.
Au Brésil, elles sont appelées : en tupi ira. Melipona paraensis (uruçu « amarela »), M. seminigra (M. s. pernigra : « jandaíra » preta ; M. s. marillae : « boca de renda »), M. crinita (uruçu vermelha) et M. grandis (uruçu « preta »).
En nahuatl elle est appelée pisilnekmej (pisil-nekmej), terme qui signifie « petite abeille ».
Dans les dialectes espagnols d'Amérique, divers noms lui sont attribués, tels que jicote, jicota, ronsapilla, pacucha, pacuchita, boca de sapo (bouche de crapaud), la legitima (la légitime).
Parmi les divers noms locaux (qui ont ensuite été élargis pour qualifier tout type d'abeille à miel y compris les abeilles à dard de l'espèce Apis mellifera), on retrouve : máaba (aguacha), mɨga (aché), dápa (aguaruna), teuzang (akawaio), adubusə̃kə̃, tomiñṍda, menɒ̃dəʌkə̃ (andoke), ano (apalai), a-ize (aroana), wapás, yapás, chími, murúsh pour l'abeille noire, masúat pour l'abeille pour extraire de l'huile (ashuar), ahi'di (ayoreo), máapa (baniwa), etc.

#### Meliponini des Antilles (Guadeloupe)
Il existe une espèce de mélipones mellifères en Outre-Mer dans les Antilles françaises, plus exactement en Guadeloupe. Il s'agit de Melipona variegatipes, aussi appelée localement en créole ti poban.

### Méliponides australiennes
En Australie, 'ku-ta' (prononciation anglaise coot-tha), est l'un des termes aborigènes pour désigner l'abeille sans dard sauvage.
Sur les 1 600 espèces d'abeilles sauvages indigènes de l'Australie, environ 14 espèces sont dépourvues d'aiguillon. Ces espèces ont différents noms vernaculaires en anglais : abeilles autochtones australiennes, abeilles sac de sucre, abeilles douces, abeilles sans dard ou encore abeilles à sueur, à cause de l'habitude qu'ont celles-ci de s'abreuver de transpiration notamment humaine. Toutes sont de petite taille, de couleur noire, avec des poils hérissés sur les pattes postérieures pour le transport du nectar et du pollen. Ces différentes espèces sont assez similaires, les deux espèces les plus communes, Tetragonula carbonaria et Austroplebeia australis, présentent le plus de différences, la dernière étant la plus petite et la moins active. Les deux habitent la région autour de Brisbane.

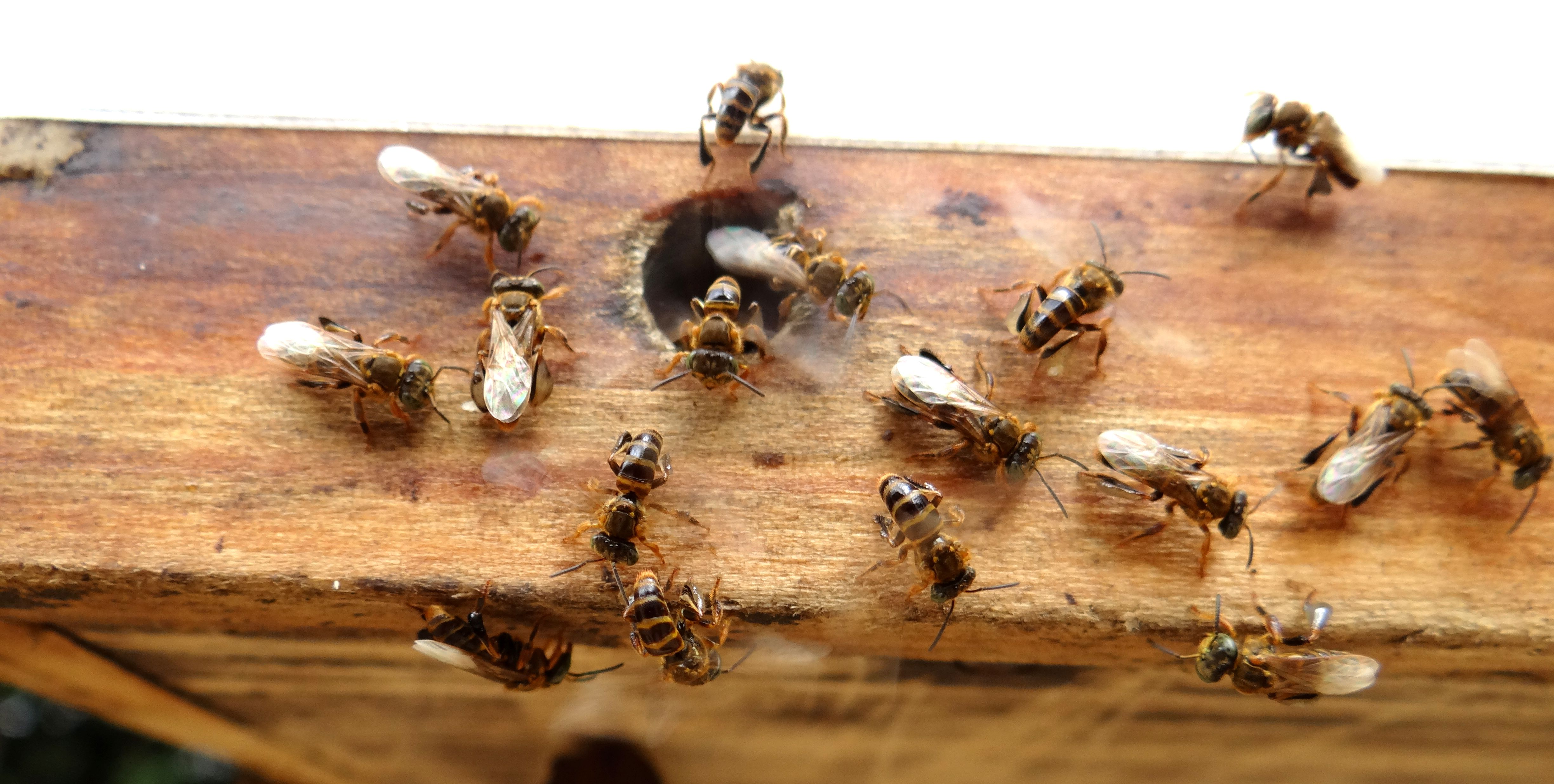
Élevage de mélipones dans un méliponaire au Brésil

Comme ces abeilles sont sans danger pour l'homme, elles sont devenues un plus attractif des jardins de banlieue[réf. nécessaire]. La plupart des apiculteurs ne les élèvent pas tant pour le miel que pour le plaisir de conserver une espèce indigène dont l'habitat est dégradé en raison de l'urbanisation. Ces abeilles pollinisent les cultures, les fleurs des jardins et les haies au cours de leur recherche de nectar et de pollen.
Si un certain nombre d'apiculteurs commercialisent un peu de miel d'abeilles solitaires, il faut savoir que ces abeilles ne produisent que de petites quantités de miel et la structure de leurs ruches rend ce miel difficile à extraire. Ce n'est que dans les zones chaudes d'Australie telles que le Queensland et le nord de la Nouvelle-Galles du Sud que les abeilles peuvent produire plus de miel que ce dont elles ont besoin pour leur propre survie. Le prélèvement de miel d'une ruche dans une région froide peut affaiblir, voire détruire la colonie.

### Mélipones d'Afrique
En Afrique subsaharienne il existe plusieurs sortes d'abeilles sans dard. 
Parmi elles la Meliponinae d'Afrique, une petite espèce noire à tête cubique, dont les ouvrières ont une surface externe des tibias des ouvrières convexe, la corbicule et le penicillum absents. Elle est présente au Liberia, au Gabon, en république démocratique du Congo, en Tanzanie et en Afrique du Sud. Dite « robber bee » (abeille voleuse), elle pille le nid des autres petites mélipones comme les hypotrigona et probablement aussi les liotrigona, ne butine pas les fleurs et est beaucoup plus rare que ses hôtes.

## Liste des genres
- Austroplebeia Moure, 1961
- Cephalotrigona Schwarz, 1940
- Cleptotrigona Moure, 1961
- Dactylurina Cockerell, 1934
- Duckeola (pt) Moure, 1944
- Friesella (es)
- Geotrigona (es) Moure, 1943
- Hypotrigona Cockerell, 1934
- Lestremelitta Friese, 1903
- Liotrigona Moure, 1961
- Lisotrigona Moure, 1961
- Melipona Illiger, 1806
- Meliponula Cockerell, 1934
- Meliwillea Roubik, Segura & Camargo, 1997
- Nannotrigona (en) Cockerell, 1922
- Nogueirapis Moure, 1953
- Oxytrigona Cockerell, 1917
- Paratrigona Schwarz, 1938
- Pariotrigona Moure, 1961
- Partamona (es) Schwarz, 1939
- Plebeia Schwarz, 1938
- Plebeina Moure, 1961
- †Proplebeia Michener, 1982
- Scaptotrigona (es) Moure, 1942
- Tetragonula Moure, 1961
- Trichotrigona Camargo & Moure, 1983
- Trigona Jurine, 1807
- Trigonisca Moure, 1950

## Menaces et conservation
La plupart des espèces de Meliponini ne sont pas directement en danger à l'heure actuelle[réf. nécessaire], mais diverses menaces pèsent sur elle. La principale réside dans le dérèglement climatique, qui affecte plusieurs de leurs espèces en bouleversant leurs écosystèmes[réf. nécessaire]. Par ailleurs, les zones où la forêt disparaît ou décline voient la richesse et l'abondance des abeilles sans dard chuter. Ainsi, « Melipona favosa (Fabricius, 1798), typique de la forêt tropicale sèche, et Melipona eburnea (Friese, 1900), habitant la forêt humide et la forêt andine en Colombie, [...] ont dû être incluses comme espèces vulnérables », dans le  Livre rouge des invertébrés terrestres de Colombie en raison de la réduction des zones de leur habitat naturel. Or leur présence est essentielle pour l'équilibre environnemental de ces régions[réf. nécessaire], notamment du fait de leur rôle important de pollinisatrices.